# Universidade de Magallanes

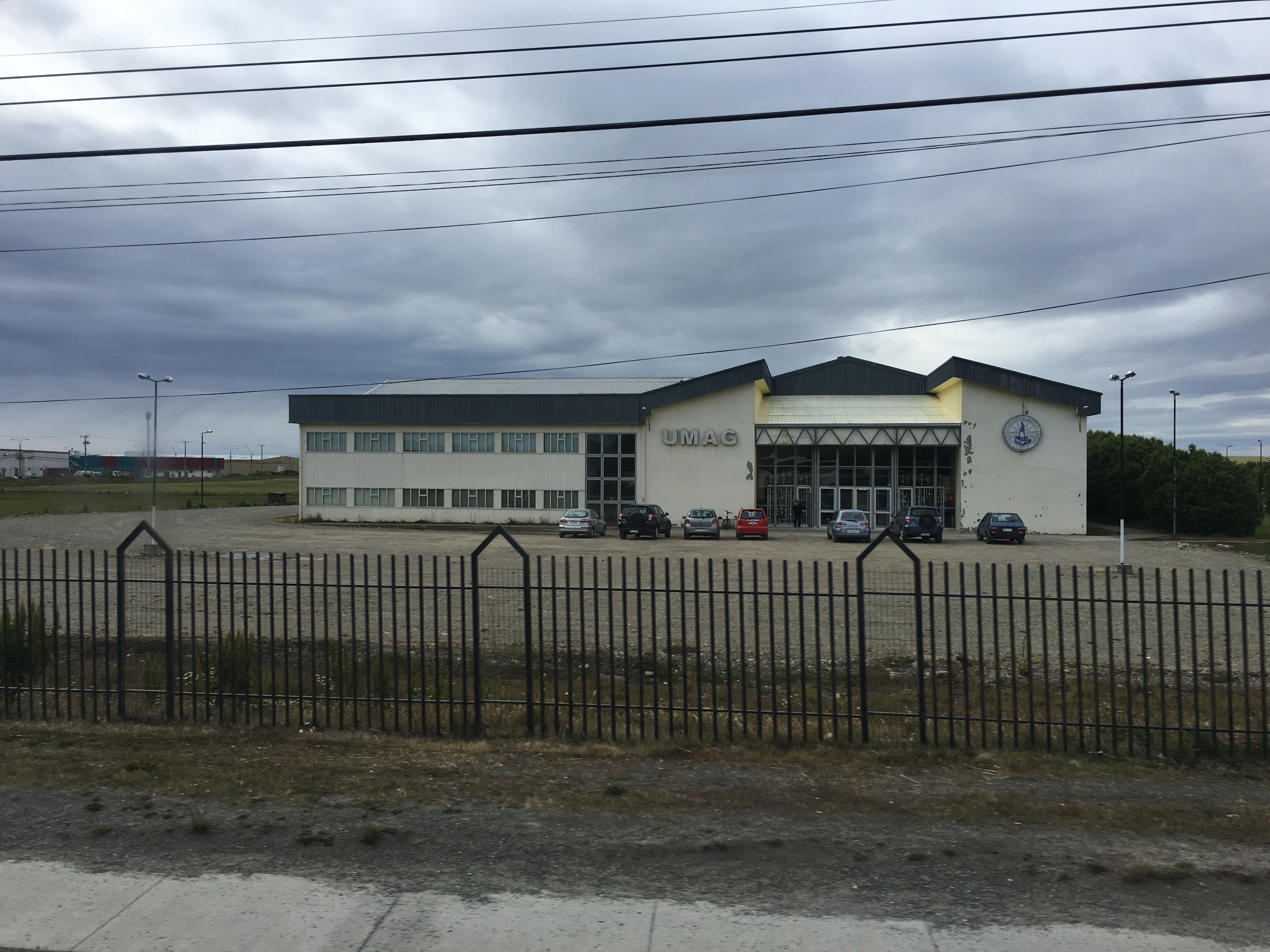
Universidade de Magallanes em Punta Arenas, Chile

A Universidade de Magallanes (UMAG) é uma instituição de ensino superior chilena. A UMAG foi fundada em outubro de 1961 e refundada em 1981. O seu campus é sediado em Punta Arenas. Atualmente o seu reitor é o Dr. Juan Oyarzo Perez e possui mais de 4.500 estudantes.

## Organização

### Faculdades
A Universidade está dividida em 5 faculdades:
- Faculdade de Engenharia
- Faculdade de Ciências
- Faculdade de Ciências Econômicas e Jurídicas
- Faculdade de Humanidades y Ciências Sociais
- Faculdade de Saúde
- Escola de Medicina